# Storyboard
Scénarimage
Un storyboard ou scénarimage, est un document sur papier ou fichier numérique, utilisé au cinéma et en téléfilm, lors de la préproduction afin de planifier les besoins de l'ensemble des plans qui constitueront le film, aussi bien au niveau technique (cadrages, mouvements de caméra, effets spéciaux) qu'au niveau artistique (décors construits, décors virtuels). Sa mise en page ressemble à celle d'une bande dessinée dont chaque vignette représente un plan, décrit parfois en plusieurs dessins. L'ordre proposé est celui du montage final.
D'une part, cette présentation permet d'évaluer avant tournage la lisibilité du récit filmé. D'autre part, elle améliore la circulation des informations entre les membres des équipes de préparation (décors, accessoires, costumes, etc) et celles du tournage. À l'instar du découpage technique, elle constitue un outil de référence.
Le terme « storyboard » se réfère également à l'ébauche dessinée d'une BD, habituellement basée sur un scénario écrit, quand il ne constitue pas lui- même le scénario. Il permet de planifier l’histoire avant de la dessiner « au propre ». C’est un outil essentiel pour voir si l’histoire « fonctionne » visuellement et narrativement avant de passer à l’étape finale du dessin. 

## Histoire
La création du storyboard est attribuée à Georges Méliès qui suit « fidèlement ses indications écrites ou dessinées, car il ne laisse rien au hasard ». La forme la plus largement connue aujourd'hui a été développée par Webb Smith chez Walt Disney Productions au début des années 1930.
Dans les années 1950 à 1970, Paul Gordeaux, s'inspire de la pellicule cinématographique en créant la bande dessinée verticale, Le crime ne paie pas et Les Amours célèbres. De véritable storyboard publié tous les jours à la der de France-Soir. Ses dessinateurs chargés d'illustrer chaque texte du découpage Jean Ache, Jean Bellus, Henry Blanc, Jean Lenoir, Louis Moles, Jean Effel, Jacques Pecnard, Louis Berings, Sennep, Jacques Grange, Jean Randier, Charles Popineau, William Marshall, ou encore Albert Uderzo, et bien d'autres artistes et dessinateurs de grand talent.
Les dessinateurs chargés d'illustrer chaque plan du découpage technique d'un scénario sont les « storyboarders » ou « scénarimagistes »,.

## Les modèles
Plusieurs types de storyboards sont employés à travers le monde, suivant leur usage ou les habitudes des réalisateurs.

### Modèle bande dessinée
Il se compose d'une série de dessins représentant chacun un plan, ce qui lui donne l'apparence d'une bande dessinée. Il contient, entre autres informations, les déplacements fléchés des personnages, l'indication fléchée de l'éventuel mouvement de caméra (panoramique, travelling ou zoom), et l'estimation de la durée totale du plan, voire de chaque partie du plan.

### Modèle plan par plan
Ce modèle, beaucoup plus complet, comprend généralement une page par plan. Sur chacune de ces pages, on dessine l'image de début et l'image de fin du plan, et, si nécessaire, des cadres intermédiaires pour des plans complexes (effets spéciaux). On y ajoute un plan au sol indiquant les éléments de décor, l'angle de prise de vues, les mouvements de caméra, les positions et déplacements des comédiens.

## Entreprise
Les storyboards utilisés pour planifier les campagnes publicitaires, telles que la production de vidéos d'entreprise, les spots publicitaires, les propositions ou autres présentations commerciales destinées à persuader ou à inciter à l'action, sont connus sous le nom de "tableaux de présentation",,. Les planches de présentation ont tendance à être d'une qualité de rendu supérieure à celle des planches de film, car elles doivent transmettre l'expression, la mise en page et l'ambiance. La création d'un storyboard permet d'avoir une vue d'ensemble de la disposition des informations tout au long de la vidéo.  
Les agences de publicité modernes et les professionnels du marketing créent des tableaux de présentation en engageant un artiste pour créer des cadres illustrés dessinés à la main, ou en utilisant souvent des photos sources pour créer une déclaration libre de l'idée qu'ils essaient de vendre. Les story-boards peuvent également être utilisés pour comprendre visuellement l'expérience du client. En établissant une carte du parcours du client, les marques peuvent mieux identifier les points de douleur potentiels et anticiper leurs besoins émergents.
"Un storyboard de qualité est un outil permettant de simplifier la mise en œuvre d'un processus d'amélioration de la qualité au sein d'une organisation.
Les "Designer comics" sont un type de storyboard utilisé pour inclure le client ou d'autres personnages dans une narration. Les bandes dessinées sont le plus souvent utilisées pour le développement de sites web ou pour illustrer des scénarios d'utilisation d'un produit lors de la conception. Les bandes dessinées ont été popularisées par Kevin Cheng et Jane Jao en 2006.

#### Autres documents relatifs à la production d'un film
- Pitch
- Synopsis
- Traitement
- Séquencier
- Scénario
- Script ou découpage technique
- Bible
- Note d'intention